# Сур (Кыргызстан)
Сур (кирг. Сур) — село в Кадамжайском районе Баткенской области Кыргызстана. Входит в состав айылного аймака Бирлик.

## География
Село расположено в восточной части области, на расстоянии приблизительно 42 километров (по прямой) к юго-западу от города Кадамжай, административного центра района. Абсолютная высота — 1619 метров над уровнем моря.

## Население
Согласно оценочным данным Национального статистического комитета Кыргызской Республики, численность населения села на начало 2023 года составляла 2043 человека.
| год     | 2009 | 2014 | 2015 | 2020 | 2021 | 2023 |
| ------- | ---- | ---- | ---- | ---- | ---- | ---- |
| человек | 1494 | 1813 | 1794 | 1925 | 1991 | 2043 |